# Associazione alumni

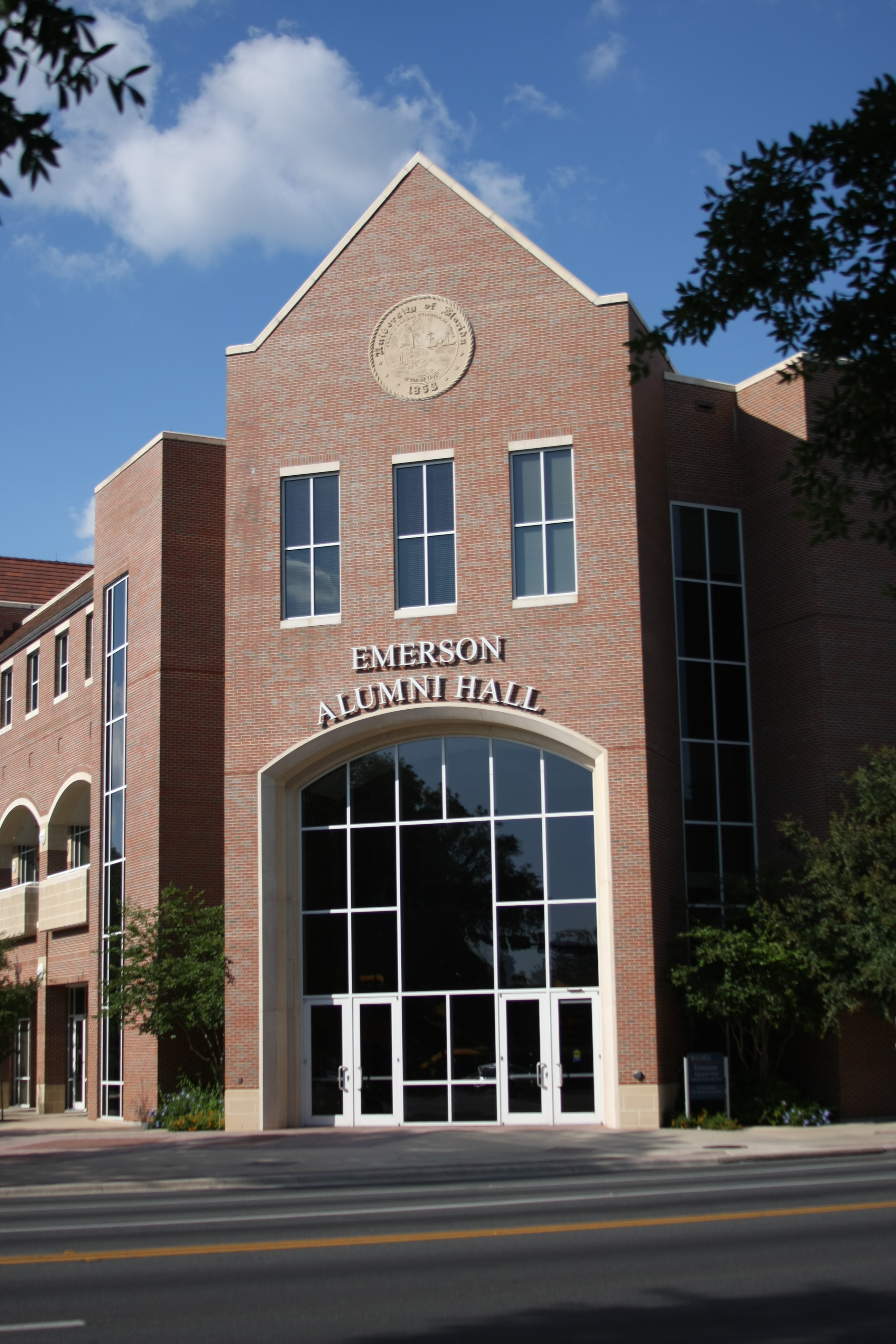
Università della Florida Emerson Alumni Hall

Un'associazione alumni è un'associazione di laureati o, più in generale, di ex studenti (alumni). Nel Regno Unito e negli Stati Uniti, gli ex studenti di università, college, scuole (soprattutto scuole indipendenti) e confraternite formano spesso gruppi di alunni della stessa istituzione. Queste associazioni organizzano spesso eventi sociali, pubblicano newsletter o riviste e raccolgono fondi per l'organizzazione. Molte associazioni offrono una varietà di vantaggi e servizi che aiutano gli ex studenti a mantenere i contatti con il loro istituto educativo e con i compagni di studi. Negli Stati Uniti, la maggior parte delle associazioni non richiede ai membri di essere un ex studente di un'università per entrare a far parte dell'associazione e godere dei rispettivi privilegi.
Inoltre, tali gruppi spesso supportano i nuovi neolaureati e forniscono una comunità per formare nuove amicizie e relazioni professionali con persone che hanno seguito un percorso di carriera simile.
Le associazioni di alumni sono organizzate principalmente intorno alle università o alle facoltà delle università, ma possono anche essere organizzate tra studenti che hanno studiato in un determinato paese. Oggi, le associazioni di ex studenti coinvolgono laureati di tutte le età e caratteristiche demografiche.
Le associazioni di alumni sono spesso organizzate in "chapters", suddivise per città, regioni o paesi.

## Alumni aziendali
Il termine associazione degli alumni è stato ampliato negli ultimi anni per riferirsi anche a ex dipendenti di organizzazioni aziendali che utilizzano l'associazione per promuovere maggiori opportunità di assunzione e vendite con il loro ex personale. La conversazione è stata evidenziata per la prima volta da Reid Hoffman, fondatore di LinkedIn nel suo libro The Alliance.
Alcuni esempi di questo tipo includono Salesforce, Oracle, EnterpriseAlumni e Avature.